# Rabino Chefe de Israel
O cargo de Rabino Chefe de Israel já existe há aproximadamente um século. Durante o período do Mandato Britânico, o governo inglês reconheceu o rabinato central das duas comunidades judaicas, asquenaze e sefaradita - da mesma forma que admitiram a liderança árabe do Mufti em Jerusalém. Estas instituições continuaram a existir depois do Estado de Israel receber sua independência, em 1948. As correntes Harediot dentre os judeus ortodoxos, não aceitaram a autoridade do rabinato chefe central, e são liderados por seus próprios rabinos - apesar de mandarem seus representantes como concorrentes ao cargo e tentarem influenciar politicamente dentro do cargo.
De acordo com a lei israelense, os dois cargos de Rabino Chefe existem no Estado e em quatro rabinatos municipais, na cidade de Jerusalém, Telavive, Haifa e Bersebá. Em todas as outras cidades, podem eleger um só rabino para conduzir o rabinato local, e ele não é chamado de rabino chefe.
Muitos dos Rabinos Chefes foram rabinos de cidades israelenses anteriormente.

## Lista dos rabinos Chefes de Israel
| - Meir Auerbach — Rabino de Jerusalém(1860–1871) - Samuel Salant — Rabino de Jerusalém(1871-) - Abraão Isaac Kook — (1921–1935) - Yitzhak HaLevi Herzog — (1936–1959) - Isser Yehuda Unterman — (1964–1973) - Shlomo Goren — (1973–1983) - Avraham Shapira — (1983–1993) - Israel Meir Lau — (1993–2003) - She'ar Yashuv Cohen (acting) — (2003) - Yona Metzger — (2003–2013) - David Lau — (2013–até hoje) | O Rabino Chefe Sefaradi também é chamado de Rishon LeTzion, título este que tem origem na Bíblia Hebraica, livro do profeta Isaias 41:27. - Jacob Meir — (1921–1939) - Benzion Uziel — (1939–1954) - Yitzhak Nissim — (1955–1973) - Ovadia Yosef — (1973–1983) - Mordechai Eliyahu — (1983–1993) - Eliyahu Bakshi-Doron — (1993–2003) - Shlomo Amar — (2003–2013) - Yitzhak Yosef — (2013–até hoje) |

### Rabinato Chefe Militar
Além do rabinato central, existe também o rabinato da Força de Defesa de Israel, que tem como função cuidar dos assuntos religiosos ligados ao funcionamento do exército israelense.
- Shlomo Goren — (1948–1968)
- Mordechai Peron — (1968–1977)
- Gad Navon — (1977–2000)
- Israel Weiss — (2000–2006)
- Avichai Rontzki — (2006–2010)
- Rafael Peretz — (2010–2016)
- Eyal Karim — (2016–até hoje)